# 폭발하는 황혼
"폭발하는 황혼"은 2016년에 제작한 대한민국의 단편영화이다.

## 줄거리
은행주차 관리원 판국은 자신이 근무하는 주차장이 무인주차 시스템으로 변경되자 해고를 당한다. 부당함을 느낀 판국은 폭탄을 제조하여 자신의 복직을 요구하는데 이 과정에서 웃지 못 할 소동이 벌어진다.

## 캐스팅
- 유순웅
- 김건
- 박지연

## 영화정보
- "폭발하는 황혼"은 2016년 제9회 서울노인영화제 ‘단편경쟁’ 섹션에서 상영되었다.[1]
- "폭발하는 황혼"은 2017년 제16회 미쟝센 단편영화제 희극지왕 부문에서 상영되었다.[2]
- 2019년 3월 29일 KBS 1TV 독립영화관에서 방영되었다.[3]